# Semiótica social
A semiótica social, por vezes também denominada sociossemiótica, é uma abordagem que investiga práticas humanas de "fazer significar" em circunstâncias sociais e culturais específicas, tentando explicar a criação de significados a partir da prática social. A semiótica, tal como originalmente definida por Ferdinand de Saussure, é "a ciência da vida dos signos em sociedade". A semiótica social se expande sobre as ideias fundadoras de Saussure explorando as implicações do fato de que os "códigos" de linguagem e comunicação são formados por processos sociais. A implicação crucial aqui é que os significados e os sistemas semióticos são moldados pelas relações sociais e que, à medida que o poder se desloca na sociedade, nossas línguas e outros sistemas de significados socialmente aceitos podem e devem mudar.
A semiótica social é, portanto, o estudo das dimensões sociais dos significados e também o estudo do poder dos processos de significação e interpretação humanos na formação de indivíduos e sociedades. Ela centra-se nas práticas sociais de criação de significados de todos os tipos, sejam eles visuais, verbais ou aurais. Esses diferentes sistemas para a construção de significados, ou os possíveis "canais" (e.g. discurso, escrita, imagens) são conhecidos como modos semióticos. Modos semióticos podem incluir recursos comunicativos como os visuais, verbais, escritos, gestuais ou musicais - isto é, a comunicação pode ser multimodal.

## Michael Halliday e a semiótica social na linguagem
O linguista Michael Halliday introduziu o termo semiótica social em linguística, quando ele usou a frase no título de seu livro, Language as Social Semiotic (sem tradução em português). Este trabalho argumenta contra a tradicional separação entre língua e sociedade, e exemplifica o início de uma abordagem "semiótica", o que amplia o foco sobre a linguagem escrita em linguística.
Para Halliday, as línguas evoluem como sistemas de "significados em potencial" ou como conjuntos de recursos que influenciam o que o orador pode fazer com a linguagem em um determinado contexto social. Por exemplo, para Halliday, a gramática da língua inglesa é um sistema organizado para os três seguintes objetivos, que ele chama de metafunções:
- Facilitar certos tipos de relações sociais e interpessoais (interpersonal),
- Representar ideias sobre o mundo (ideacional), e
- Conectar essas ideias e interações com textos e torná-las relevantes para o seu contexto (textual).[4]

Qualquer frase em inglês é composta como uma música,  com uma parte de seu significado advinda de uma das três metafunções. 
Bob Hodge generaliza os ensaios de Halliday  sobre a semiótica social em cinco premissas:
1. "A língua é um fato social' (1978:1)
2. "Nós não iremos compreender a natureza da linguagem se buscarmos apenas os tipos de pergunta sobre ela que são formuladas por linguistas' (1978:3)
3. 'A linguagem é como é por conta das funções que esta desenvolveu para servir à vida das pessoas' (1978:4).
4. A linguagem tem "metafunções", que, em inglês são: ideacionais ('sobre algo'), interpessoais ("fazer algo") e textuais ('o potencial do falante de construir um texto") (1978:112).
5. A linguagem constitui-se como 'uma rede discreta de opções" (1978:113)